# KolibriOS
KolibriOS (también conocido como KOS o Kolibri) es un sistema operativo libre con un núcleo monolítico anticipativo en tiempo real escrito para PC con arquitectura x86 de 32 bits. Es desarrollado y mantenido por The KolibriOS Project Team.
KolibriOS está escrito completamente en lenguaje ensamblador usando el FASM. Sin embargo, permite que lenguajes y compiladores de alto nivel (C, C++, Free Pascal, Forth entre otros) puedan ser usados para el desarrollo de aplicaciones.
Es una bifurcación (fork) de MenuetOS que nace en el año 2004, y cuya comunidad está formada principalmente por desarrolladores de países pertenecientes a la antigua Unión Soviética.
Actualmente existen versiones disponibles en los idiomas ruso, inglés, alemán, italiano y español.

## Algunas características
- Arranca desde un disquete, un disco compacto, un disco duro (aún con NTFS) o una memoria USB. También es posible iniciarlo desde Microsoft Windows, aunque para eso Windows debe cerrarse primero.
- Interfaz gráfica de usuario basada en VESA, con resolución de hasta 1280x1024, en 16 millones de colores.
- Entorno de desarrollo IDE: editor con Macro Assembler (FASM) integrado.
- Soporte total de protocolo TCP/IP.
- Cabe en un solo disquete de 1.44MB (muchas de las aplicaciones se encuentran comprimidas.)
- Multitarea anticipativa (preemptive multitasking), hilos (streams) y ejecución en paralelo de llamadas de sistema (system calls).

- Al ser un sistema operativo libre cuenta con el FHS(Filesystem Hierarchy Standard) como todo sistema operativo basado en GNU/Linux.
- Sistemas de archivos soportados: FAT12/FAT16/FAT32 (con soporte de nombres largos), NTFS, Ext2, Ext4 (sólo lectura), ISO 9660 (incluyendo multi-sesión).
- Uso de asignación de espacio INDEXADA utilizando un método de lista enlazada para verificar el espacio disponible.
- Soporte de "codec" de audio AC'97 para chipsets Intel, nForce, nForce2, nForce3, nForce4, SIS7012, FM801, VT8233, VT8233C, VT8235, VT8237, VT8237R, VT8237R Plus y EMU10K1X.
- Reproductor de MP3, WAV, XM. El reproductor de XM utiliza uFMOD.[1]
- Soporte para lectura de CD y DVD.
- Soporte de "temas" para cambiar el aspecto visual de la interfaz gráfica de usuario directamente desde el sistema operativo.
- Mantiene compatibilidad con el formato ejecutable de MenuetOS, por lo cual muchos programas desarrollados para MenuetOS también funcionan en KolibriOS.

## Requisitos
- 8MB de memoria RAM.
- i586-compatible CPU